# 山下愛葵
山下 愛葵（やました あいき、1998年9月11日 - ）は、日本の元ファッションモデル。カバーガールエンターテインメントに所属していた。

## 略歴・人物
- 2007年、『ニコ☆プチ』読者モデルとして初登場。2010年、同誌の専属モデルとしてデビューした。
- 趣味はおしゃれ、歌うこと。特技はデコり。
- 妹が1人いる。

## 出演

### 雑誌
- ニコ☆プチ（2010年 - 2012年、新潮社） - 専属モデル

### イベント
- T☆LOVE COLLECTION
- FACO福岡アジアコレクション ファッションショー